# Oberrat (Amtsbezeichnung)
Oberrat ist in Deutschland die Amtsbezeichnung eines Beamten in der Laufbahngruppe des höheren Dienstes in der Bundes- oder Landesverwaltung im ersten Beförderungsamt. Die Grundamtsbezeichnung Oberrat darf nur mit einem Zusatz verliehen werden. Häufigster Zusatz ist Regierungs-; die entsprechende Amtsbezeichnung lautet dementsprechend Oberregierungsrat (in den Ländern Hessen, Saarland und Sachsen: Regierungsoberrat) und wird grundsätzlich in der Laufbahn des höheren nichttechnischen Verwaltungsdienstes geführt.

## Besoldung
Das Amt mit der Grundamtsbezeichnung Oberrat ist in Besoldungsgruppe A 14 der Bundesbesoldungsordnung des Bundesbesoldungsgesetzes eingruppiert. Das Gleiche gilt für die Eingruppierung in die Besoldungsordnungen der Landesbesoldungsgesetze. Das Amt entspricht von der Besoldungshöhe den Dienstgraden eines Oberstleutnants, eines Fregattenkapitän, eines Oberstabsarztes, eines Oberstabsapothekers und eines Oberstabsveterinärs der Bundeswehr.

## Ausbildung
Die Angehörigen des höheren nichttechnischen Verwaltungsdienstes haben oft ein rechtswissenschaftliches Studium an einer Universität mit der ersten juristischen Prüfung absolviert und einen anschließenden Vorbereitungsdienst (Rechtsreferendariat) mit der zweiten juristischen Staatsprüfung erfolgreich abgeschlossen und besitzen somit die Befähigung zum Richteramt oder haben ein anderes für diese Laufbahn befähigendes Universitätsstudium mit einem Master abgeschlossen und einen entsprechenden fachspezifischen Vorbereitungsdienst (Referendariat) absolviert.

## Dienststellung in einer Behörde
Oberräte sind in großen Behörden zumeist als stellvertretende Referatsleiter oder als Referatsleiter tätig und sind Vorgesetzte aller Mitarbeiter eines Referates. In kleineren Dienststellen können sie aber auch die Funktion eines stellvertretenden Abteilungsleiters oder Abteilungsleiters innehaben.

## Beförderungsämter
Die auf den Oberrat folgenden Beförderungsämter haben die (Grund-)Amtsbezeichnungen Regierungsdirektor und Leitender Direktor bzw. Ministerialrat sowie in der Besoldungsordnung B z. B. Ministerialrat, Ministerialdirigent, Ministerialdirektor, Präsident einer Behörde.

## Zusätze und Entsprechungen
Zur Grundamtsbezeichnung Oberrat existieren zahlreiche Zusätze und weitere Amtsbezeichnungen, die für ein Amt in Besoldungsgruppe A 14 vergeben werden.(Anlage I (zu § 20 Absatz 2 Satz 1) Bundesbesoldungsordnungen A und B) BBesG). Neben der häufigsten Kombination von Grundamtsbezeichnung und Zusatz Oberregierungsrat werden im höheren nichttechnischen Verwaltungsdienst auch die Amtsbezeichnungen Archivoberrat und Bibliotheksoberrat geführt.
Beamte im höheren auswärtigen Dienst führen die Amtsbezeichnungen Legationsrat Erster Klasse oder Konsul Erster Klasse (§ 1 Abs. 2 LAP-hADV 2004) und im höheren Bankdienst bei der Deutschen Bundesbank die Amtsbezeichnung Bundesbankoberrat (Anlage 1 (zu § 2 Abs. 2) BBankLV). Die Amtsbezeichnungen im höheren Polizeivollzugsdienst in der Bundespolizei sind Polizeioberrat (Anlage 1 (zu § 3 Abs. 2) BPolLV), im höheren Polizeivollzugsdienst beim Deutschen Bundestag Polizeioberrat beim Deutschen Bundestag (Anlage (zu § 3) PolBTLV) und im höheren Kriminaldienst des Bundes (Bundeskriminalamt) Kriminaloberrat (Anlage (zu § 3 Abs. 2) KrimLV). Bei der Bundesagentur für Arbeit führen Beamte in einem in Besoldungsgruppe A 14 eingruppierten Amt die Amtsbezeichnung Oberrat bei der Bundesagentur für Arbeit oder Technischer Oberrat bei der Bundesagentur für Arbeit.
Im höheren technischen Verwaltungsdienst lautet die Amtsbezeichnung grundsätzlich Technischer Oberregierungsrat und in der Fachrichtung Feuerwehr Brandoberrat.
Im agrar-, forst- und ernährungswissenschaftlichen sowie tierärztlichen Dienst, sofern forstliche Aufgaben wahrgenommen werden, lautet die Amtsbezeichnung Oberforstrat ansonsten Landwirtschaftsoberrat.
In den auslaufenden Laufbahnen der Beamten bei den Postnachfolgeunternehmen und bei den Beamten des Bundeseisenbahnvermögens, die zur Wahrnehmung einer Tätigkeit bei der Deutschen Bahn beurlaubt oder zugewiesen sind, haben die entsprechenden Ämter des höheren Dienstes die Amtsbezeichnungen Bundesbahnoberrat (Laufbahn des höheren allgemeinen Verwaltungsdienstes und Laufbahn des höheren bautechnischen Verwaltungsdienstes; § 5 ELV) und Postoberrat (höherer nichttechnischer Postverwaltungsdienst und höherer nichttechnischer Postverwaltungsdienst Anlage 1 (zu § 2 Abs. 2) PostLV).
Mit der Übernahme der Bundesfernstraßenverwaltung durch den Bund und der bisher mit dieser Aufgabe betrauten Landesbeamten technischer und nichttechnischer Laufbahnen wurde der neue Zusatz zur Grundamtsbezeichnung Bundesfernstraßen- eingeführt. Die Amtsbezeichnungen lauten entsprechend Bundesfernstraßenoberrat (höherer nichttechnischer Verwaltungsdienst) oder Technischer Bundesfernstraßenoberrat (höherer technischer Verwaltungsdienst).
An wissenschaftlichen Einrichtungen kann in Besoldungsgruppe A 14 die Amtsbezeichnung Wissenschaftlicher Oberrat verliehen werden, als wissenschaftlicher Mitarbeiter an einer Hochschule die Amtsbezeichnung Akademischer Oberrat. Geistliche, die in ein staatliches Beamtenverhältnis als Beamte auf Zeit berufen werden und in der Militärseelsorge verwendet werden, führen in Besoldungsgruppe A 13 und A 14 die Amtsbezeichnung Militärpfarrer oder Militärrabbiner.
Beamte des höheren sprach- und kulturwissenschaftlichen Dienstes und des höheren kunstwissenschaftlichen Dienstes führen in Besoldungsgruppe A 14 an Museen die Amtsbezeichnung Oberkustos.
Beamte in Besoldungsgruppe A 14 führen als Leiter einer Bundeswehrfachschule mit Lehrgängen, die zu einem Abschluss führen, der dem der Realschule entspricht, die Amtsbezeichnung Fachschuldirektor, als der ständige Vertreter des Direktors einer Fachschule als Leiter einer Fachschule mit beruflichem Unterricht mit bis zu 360 Unterrichtsteilnehmern oder als Stufenleiter Sekundarstufe I bei einer Bundeswehrfachschule die Amtsbezeichnung Fachschuloberlehrer, im Schulaufsichtsdienst Regierungsschulrat und mit der Befähigung für das Lehramt an Gymnasien oder beruflichen Schulen Oberstudienrat. Beim Bund werden die Amtsbezeichnungen Fachschuloberlehrer und Oberstudienrat auch bei der Bundespolizei vergeben, die Amtsbezeichnung Regierungsschulrat bei der Bundeswehr und im Bundesverwaltungsamt (Zentralstelle für das Auslandsschulwesen).
Im höheren ärztlichen und gesundheitswissenschaftlichen Dienst kann die Amtsbezeichnung Medizinalrat verliehen werden, bei einer Verwendung in der Bundesagentur für Arbeit Medizinaloberrat bei der Bundesagentur für Arbeit und bei der Bundespolizei Medizinaloberrat bei der Bundespolizei. Medizinaloberräte im Bereich des Bundes führen bei einer Beschäftigung in einer anderen Behörde als der Bundesagentur für Arbeit und der Bundespolizei die Amtsbezeichnung Medizinaloberrat ohne weiteren Zusatz.